# Agapornis de coll rosa
L'agapornis de coll rosa, inseparable de coll rosa o Agapornis de Namíbia(Agapornis roseicollis) és un petit lloro que habita les zones àrides del sud-oest africà però que és criat profusament com a ocell de gàbia.

## Morfologia
- És un lloro força petit, que fa 17-18 cm de llargària[3]
- El plomatge és majoritàriament verd amb la part posterior blava. Cara i gola de color rosa fosc.
- Bec de color banya, iris marró i potes i peus grisos.
- Joves amb cara i gola de color rosa pàl·lid i bec amb base marró.

## Hàbitat i distribució

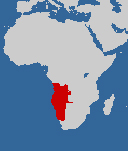
Distribució de l'Agapornis de Namíbia

Habita en planures àrides i sabanes a les terres baixes, fins als 1600 m, de l'oest d'Angola, Namíbia i nord-oest de Sud-àfrica, al nord de la província del Cap. La utilització com ocell de gàbia, ocasiona que sovint es puguin trobar exemplars fugits a molts països occidentals, com ara els Països Catalans.

## Alimentació
S'alimenta principalment de llavors i baies. Quan el menjar és abundant, és possible que es reuneixen en grans bandades de centenars d'ocells. De vegades són considerats plagues pels agricultors, ja que es poden alimentar dels conreus com el mill.

## Reproducció
Utilitzen per fer els nius esquerdes en la roca o en un compartiment dels grans nius comunals construïts per l'ocell republicà. També aprofiten estructures artificials com ara els sostres de les cases. Aporten material al niu, transportat entre les plomes del dors. Ponen 4-6 ous blancs entre febrer i abril, que coven durant uns 23 dies. Els joves abandonen el niu després de 43 dies.

## Llistat de subespècies
Se n'han descrit dues subespècies:
- Agapornis roseicollis catumbella, Hall,B.P. 1952, d'Angola, amb cara i coll amb un rosa menys brillant que l'altra subespècie.[5]
- Agapornis roseicollis roseicollis, (Vieillot 1818), de Namíbia, Botswana i Sud-àfrica